# Chaetomium piluliferum
Chaetomium piluliferum är en svampart som beskrevs av J. Daniels 1961. Chaetomium piluliferum ingår i släktet Chaetomium och familjen Chaetomiaceae.   Inga underarter finns listade i Catalogue of Life.